# 1980 en cyclisme
| Années du cyclisme : 1977 - 1978 - 1979 - 1980 - 1981 - 1982 - 1983    |
| Décennies du cyclisme : 1950 - 1960 - 1970 - 1980 - 1990 - 2000 - 2010 |

Cet article présente les faits marquants de l'année 1980 en cyclisme.

## Par mois

### Janvier
- 27 janvier : Roger De Vlaeminck gagne le prologue du Tour de Majorque.
- 31 janvier : Roger De Vlaeminck remporte le Tour de Majorque devant Salvador Jarque et Fons De Wolf.

### Février
- 9 février : Franky De Gendt remporte l'Étoile de Bessèges devant Jean-Louis Gauthier et Wladimiro Panizza.
- 11 février : au Grand Prix d'Aix-en-Provence l'Allemand Hans-Peter Jakst devance le Danois Kim Andersen et l'Anglais Paul Sherwen.
- 19 février : Gerrie Knetemann remporte le Tour méditerranéen.
- 23 février : au Grand Prix de Cannes, Jan Raas devance Rik Van Linden et Pierre Raymond Villemiane.
- 23 février : Pascal Simon est vainqueur du Tour du Haut-Var.
- 27 février : Gregor Braun gagne le Tour de Sardaigne.
- 28 février : Sassari-Cagliari est remporté par Serge Parsani devant Claudio Torelli et Carmelo Barone.

### Mars
- 1er mars : Joseph Bruyère remporte le circuit Het Volk.
- 2 mars :
  - Vainqueur du prologue, Gilbert Duclos-Lassalle remporte le Tour de Corse cycliste devant Michel Laurent et Joaquim Agostinho.
  - Daniel Willems remporte le Tour du Limbourg.
  - Jan Raas gagne Kuurne-Bruxelles-Kuurne.

- 5 mars : Gerrie Knetemann s'adjuge le prologue de Paris-Nice.
- 8 mars : Joseph Van de Poel gagne le circuit des régions frontalières.
 Francesco Moser est le plus rapide lors du prologue du Tirreno-Adriatico.
- 9 mars : Johan Wellens arrive premier du Circuit des Ardennes flamandes
- 12 mars : Gilbert Duclos-Lassalle remporte Paris-Nice devant Stephan Mutter et Gerrie Knetemann tous deux relégués à plus de 3 minutes.
- 13 mars : le Tirreno-Adriatico voit la victoire finale de Francesco Moser devant Fons de Wolf et Dante Morandi
- 16 mars : au Milan-San Remo, Pierino Gavazzi s'impose au sprint devant Giuseppe Saronni et Jan Raas.
 Roger Legeay remporte le Grand Prix de Mauléon-Moulins
Au Circuit du Pays de Waes, Willem Peeters devance Emiel Gysemans d'une longueur.
- 20 mars : Giuseppe Saronni remporte le Tour de Campanie
- 22 mars : pour la seconde fois, consécutive, Jan Raas gagne le Grand Prix E3 à Harelbeke.
- 23 mars : Michel Laurent termine premier du Critérium national.
 Le Tour de la province de Reggio de Calabre voit la victoire de Gianbattista Baronchelli devant Claudio Bortolotto et Simone Fraccaro. Victoire surprise de Michel Pollentier à la Flèche brabançonne.
 Jan Raas est battu de 10 mètres par Johan Van de Meer dans la semi-classique à travers la Belgique
- 25 mars : le trophée Pantalica est remporté par Giuseppe Saronni devant Francesco Moser et Knut Knudsen.
- 27 mars : au classement général final des Trois Jours de La Panne, Sean Kelly devance Gustaaf Van Roosbroeck de 10 s.
- 30 mars : Michel Pollentier devance Francesco Moser et Jan Raas au Tour des Flandres

### Avril
- 2 avril : Henk Lubberding domine Gand-Wevelgem en laissant Fons de Wolf à 37 s et un groupe mené par Piet van Katwijk à 1 min 10 s
- 5 avril : 4e victoire consécutive de Jan Raas à l'Amstel Gold Race.
- 8 avril :
  - Au Grand Prix de Denain, Leo Van Thielen devance Jean-Philippe Pipart et Roger Verschaeve.
  - Pierre-Raymond Villemiane couvre les 237 km de Paris-Camembert en 6 h 14 min 30 s en battant au sprint Michel Demeyre et Jean-Louis Gauthier

- 10 avril : Gerrie Knetemann remporte le Tour de Belgique. Joop Zoetemelk s'impose au grand Prix Pino Cerami.
- 11 avril :
  - Victoire de Giuseppe Saronni au Tour des Pouilles et de Alberto Fernández au Tour du Pays basque.
  - Gilbert Duclos-Lassalle remporte le Tour du Tarn.

- 13 avril :
  - Le Tour du Vaucluse, qui est devenu open, est enlevé par Michel Laurent.
  - Paris-Roubaix est gagné par Francesco Moser devant Gilbert Duclos-Lassalle à 1 min 48 s et Dietrich Thurau à 3 min 30 s.

- 17 avril : Giuseppe Saronni s'impose dans la Flèche wallonne.
- 19 avril : Greg LeMond s'adjuge le circuit de la Sarthe, devenu open, devant le tchèque Ladislav Ferebauer et le polonais Jan Jankiewicz
- 20 avril :
  - Sous la neige et le froid, Bernard Hinault remporte un Liège-Bastogne-Liège inoubliable laissant Hennie Kuiper et Ronny Claes à 9 min 24 s. 21 coureurs sur les 174 participants sont classés à l'arrivée.
  - Le Tour de la Suisse Nord-Ouest est remporté par le Belge Rudy Colman.

- 22 avril : Roberto Visentini s'impose au prologue du Tour d'Espagne devant Sean Kelly et Joseph Borguet (en)
- 26 avril : Jean-Luc Vandenbroucke termine premier du Tour d'Indre-et-Loire
- 27 avril : Gianbattista Baronchelli s'adjuge le Tour des Apennins et 
 Jean-René Bernaudeau le Tour de Vendée

### Mai
- 1er mai  :
  - Gianbattista Baronchelli s'impose au grand Prix de Francfort.
  - Bernard Becaas remporte Châteauroux-Limoges devant André Mollet et Patrick Hosotte.
- 4 mai  : Patrick Bonnet gagne le Tour de l'Oise.
 Gery Verlinden remporte le championnat de Zurich.
- 11 mai  :
  - Le Tour d'Espagne se termine par la victoire de Faustino Rupérez.
  - Bernard Hinault s'impose au Tour de Romandie.
  - Jean-Luc Vandenbroucke gagne les Quatre Jours de Dunkerque.
  - Francesco Moser remporte le Tour du Trentin.
- 15 mai  : Raymond Martin s'adjuge le trophée des grimpeurs
- 16 mai  : le prologue du Tour d'Italie est remporté par Francesco Moser, devant Knut Knudsen et Bernard Hinault
- 18 mai  : 6e victoire d'Herman Van Springel à Bordeaux-Paris.
- 24 mai  : au circuit de l'Indre, Régis Delépine couvre les 250 km en 6h58 s.
- 25 mai  : le grand Prix de Plumelec est remporté par Christian Muselet.
- 26 mai  : Joop Zoetemelk se montre le plus rapide lors du prologue du Dauphiné libéré

### Juin
- 2 juin : Johan van der Velde s'impose au classement final du Dauphiné libéré.
- 6 juin : Yves Hézard termine premier du classement général final de Paris-Bourges
- 7 juin : Bernard Hinault remporte le Tour d'Italie 1980 devant Wladimiro Panizza à 5 min 43 s et Giovanni Battaglin à 6 min 03 s.
- 8 juin :
  - Bert Oosterbosch s'adjuge le Tour de Luxembourg.
  - Beat Breu se montre le plus rapide dans la course de côte de Grabs-Volrap; il devance Mariano Martinez de 1 min 17 s et Lucien Van Impe de 1 min 29 s.
- 11 juin :
  - Jean-René Bernaudeau s'adjuge le prologue du Midi-Libre.
  - Daniel Willems s'adjuge le prologue du Tour de Suisse.
- 15 juin : Jean-René Bernaudeau remporte le Midi-Libre.
- 17 juin : Silvano Contini est vainqueur du grand Prix de la ville de Camaiore et du Grand Prix de Prato.
- 19 juin : Marcel Tinazzi remporte le Tour de l'Aude devant Patrick Perret et le Belge Ferdi Van Den Haute
- 20 juin : Mario Beccia gagne le Tour de Suisse
- 22 juin :
  - Pierre-Raymond Villemiane devient champion de France en devançant Bernard Hinault de 2 min 09 s et Raymond Martin de 2 min 11 s.
  - Sont également couronnés :
    - Jos Jacobs en Belgique,
    - Juan Fernández Martín en Espagne,
    - Lucien Didier au Luxembourg,
    - Gregor Braun en Allemagne de l'Ouest,
    - Gody Schmutz en Suisse,
    - Johan van der Velde aux Pays-Bas,
    - Giuseppe Saronni en Italie.
- 26 juin : 130 coureurs de 11 nationalités, dont 47 Français et 38 Belges, prennent le départ du Tour de France à Francfort en Allemagne de l'Ouest, dont le prologue est enlevé par Bernard Hinault le super favori.
- 28 juin : lors de la seconde étape du Tour de France, Francfort-Metz, trois hommes s'échappent; il s'agit des Français Yvon Bertin et Pierre Bazzo et du belge Rudy Pevenage qui gagne l'étape au sprint avec 9 min 53 s d'avance sur le peloton, et raflant les trois premières places du classement général.
- 30 juin : lors de la quatrième étape du Tour de France, le contre la montre individuel de 33,400 km sur le circuit de Spa-Francorchamps, Bernard Hinault laisse son second, Joop Zoetemelk, à 1 min 16 s.

### Juillet
- 1er juillet : sous des trombes d'eau, Bernard Hinault remporte l'étape des pavés du Nord au sprint devant Hennie Kuiper, le troisième Ludo Delcroix est à 58 s puis le quatrième, Yvon Bertin est à 2 min 11 s ; Joop Zoetemelk perd plus de 2 minutes et Joachim Agostinho pratiquement 6 minutes ! Au classement général, Hinault à 4 minutes d'avance sur Zoetemelk et environ 10 minutes Agostinho.
- 3 juillet : lors du contre la montre par équipe entre Compiègne et Beauvais, Hinault est en difficulté et son équipe se classe quatrième à 51 secondes des Ti-Raleigh Creda, de Joop Zoetemelk, vainqueurs de l'étape.
- 8 juillet : lors de la onzième étape contre la montre individuelle entre Damazan et Laplume, Joop Zoetemelk vainqueur de l'étape laisse Bernard Hinault, en grande difficulté physique, sixième à 1 minute 39. Hinault qui récupère toutefois le maillot jaune ne possède plus que 21 secondes d'avance sur Zoetemelk.
- 9 juillet : après l'arrivée de la douzième étape, dans la soirée, Bernard Hinault, porteur du maillot jaune du Tour de France accompagné de son directeur sportif Cyrille Guimard annonce son retrait du Tour en raison d'une tendinite au genou dû au mauvais temps persistant.
- 10 juillet : après l'abandon d'Hinault, Zoetemelk devient naturellement maillot jaune. Il refuse toutefois de le porter pour cette étape. Raymond Martin gagne la treizième étape Pau-Bagnères-de-Luchon. Après l'abandon du maillot jaune, au classement général Joop Zoetemelk endosse le maillot jaune, Hennie Kuiper est second à 1 min 10 s et Raymond Martin prend la troisième place à 4 min 37 s et Johan De Muynck, quatrième, est à 6 min 53 s. Ces quatre coureurs resteront ainsi classé jusqu'à l'arrivée.
- 20 juillet : pour sa dixième participation, à 33 ans, Joop Zoetemelk, l'« éternel second » remporte le Tour de France 1980 devant Hennie Kuiper, Raymond Martin et Johan De Muynck.
- 27 juillet : au trophée Matteotti Silvano Contini s'impose devant Pierino Gavazzi et Giovanni Battaglin.
- 29 juillet :
  - Ludo Peeters bat de 3" René Martens et Jan Raas de 1 min 15 s au grand Prix de l'Escaut.
  - Francesco Moser remporte le critérium de Callac

### Août
- 1er août : Patrick Pevenage gagne le grand Prix du canton d'Argovie.
- 3 août : au grand Prix de l'Union à Dortmund le Norvégien Jostein Wilmann devance le Suisse Bruno Wolfer de 1 min 20 s et l'italien Roberto Ceruti de 1 min 25 s.
- 4 août :
  - Le Norvégien Knut Knudsen s'adjuge le prologue du Tour d'Allemagne.
  - Régis Ovion s'adjuge le Critérium de Château-Chinon
- 6 août : Roberto Ceruti s'impose au Tour d'Ombrie.
- 8 août : Gianbattista Baronchelli remporte la Coppa Sabatini devant Giuseppe Saronni, Francesco Moser et Roberto Ceruti
- 10 août : Gregor Braun termine premier du Tour d'Allemagne laissant Cees Priem à 4 min 16 s et Jostein Wilmann à 6 min 59 s
- 11 août : Bert Oosterbosch se montre le plus rapide lors du prologue du Tour des Pays-Bas.
- 13 août : Giovanni Battaglin s'impose à la Coppa Placci
- 16 août : Gerrie Knetemann remporte le Tour des Pays-Bas.
- 21 août : Bernard Hinault, remis de sa tendinite au genou, remporte la première étape du Tour du Limousin entre Limoges et Guéret.
- 23 août :
  - Le Suédois Tommy Prim s'impose à la Coppa Agostoni.
  - Giuseppe Saronni s'adjuge la Coppa Bernocchi.
- 24 août : René Bittinger gagne le Tour du Limousin.
- 25 août :
  - Giuseppe Saronni remporte les Trois vallées varésines.
  - Patrick Friou gagne le Grand Prix de Plouay;
  - Christian Levavasseur s'impose à la Route nivernaise.
- 31 août :
  - Aux Championnats du monde de cyclisme sur route Bernard Hinault, totalement remis de sa tendinite, devient champion du monde devant Gianbattista Baronchelli qu'il laisse à 1 min 11 s et Juan Fernández Martín à 4 min 25 s.
  - L'Américaine Beth Heiden devient championne du monde féminine.

### Septembre
- 3 septembre : Juan Fernández Martín s'impose au prologue du Tour de Catalogne.
- 6 septembre : Carmelo Barone gagne le Tour de Vénétie devant Pierino Gavazzi et Silvano Contini
- 10 septembre : Marino Lejarreta remporte le Tour de Catalogne.
- 13 septembre :
  - Joop Zoetemelk se montre le plus rapide au critérium des As.
  - Giovanni Battaglin s'adjuge Milan-Turin.
- 14 septembre :
  - Jacques Bossis est vainqueur du grand Prix de Fourmies.
  - Gianbattista Baronchelli gagne le Tour du Piémont
- 20 septembre : le Suédois Bernt Johansson s'adjuge le Tour du Latium
- 21 septembre :
  - Knut Knudsen remporte le grand Prix Eddy Merckx.
  - Au grand Prix d'Isbergues, Etienne De Wilde devance le Britannique Graham Jones et le Français Christian Jourdan.
  - Pierino Gavazzi s'impose dans Paris-Bruxelles.
- 25 septembre : au Tour du Frioul, Claudio Corti bat au sprint son compatriote Luciano Loro et le Norvégien Geir Digerud
- 28 septembre : Daniel Willems s'impose à Blois-Chaville devant Alain Vigneron et Eddy Vanhaerens.
- 30 septembre : la première étape de l'Étoile des Espoirs, entre Pau et Mauléon-Licharre est remportée par Ferdi Van Den Haute

### Octobre
- 5 octobre  :
  - Gilbert Duclos-Lassalle remporte l'Étoile des Espoirs devant Phil Anderson et Marino Lejarreta.
  - Gianbattista Baronchelli gagne le Tour d'Émilie et 
Michel Pollentier le Circuit des frontières
- 12 octobre  : Jean-Luc Vandenbroucke s'adjuge le Grand Prix des Nations.
- 15 octobre  : Pierino Gavazzi gagne le Tour de Romagne.
- 18 octobre  : Fons De Wolf est le plus rapide au Tour de Lombardie.
- 19 octobre  : Gottfried Schmutz s'impose À travers Lausanne.
- 25 octobre  : victoire du tandem belge Fons De Wolf-Jean-Luc Vandenbroucke au Trophée Baracchi.
- 26 octobre  : Marino Lejarreta est le plus rapide dans l'escalade de Montjuïc.

## Principales naissances
- 2 janvier : Jérôme Pineau, cycliste français.
- 4 janvier : Yaroslav Popovych, cycliste ukrainien.
- 7 janvier : David Arroyo, cycliste espagnol.
- 24 janvier : Rebecca Romero, pistarde britannique.
- 15 avril : Fränk Schleck, cycliste luxembourgeois.
- 25 avril : Alejandro Valverde, cycliste espagnol.
- 28 avril : Bradley Wiggins, cycliste britannique.
- 10 mai : Olga Zabelinskaïa, cycliste russe.
- 16 mai : Simon Gerrans, cycliste australien.
- 17 mai : Fredrik Kessiakoff, cycliste suédois
- 20 juin : Fabian Wegmann, cycliste allemand.
- 13 juillet : Tara Whitten, cycliste canadienne.
- 26 juillet : Fabien Barel, VTTiste français.
- 16 août : Julien Absalon, VTTiste français.
- 11 septembre : Christophe Le Mével, cycliste français.
- 20 septembre : Vladimir Karpets, cycliste russe.
- 24 septembre :
  - Victoria Pendleton, cycliste britannique.
  - Daniele Bennati, cycliste italien.
  - Oenone Wood, cycliste australienne.
- 30 septembre : Catharine Pendrel, pilote de VTT canadienne.
- 15 octobre : Tom Boonen, cycliste belge.
- 9 décembre : Ryder Hesjedal, cycliste canadien.
- 20 décembre : Michael Albasini, cycliste suisse.

## Principaux décès
- 9 janvier : Gaetano Belloni, cycliste italien. (° 26 août 1892).
- 1er février : Gastone Nencini, cycliste italien. (° 1er mars 1930).
- 29 mars : Vicente López Carril, cycliste espagnol. 2 décembre 1942.
- 6 octobre : Jean Robic, cycliste français. (° 10 juin 1921).
- 14 novembre : Pierre Magne, cycliste français. (° 7 novembre 1906).